# Episodi di Doc - Nelle tue mani (prima stagione)
La prima stagione della serie televisiva Doc - Nelle tue mani, composta da 16 episodi, è stata trasmessa in prima visione su Rai 1 dal 26 marzo al 19 novembre 2020.
La stagione è stata divisa e trasmessa in due parti: la prima è andata in onda dal 26 marzo al 16 aprile 2020, mentre la seconda dal 15 ottobre al 19 novembre 2020.
Durante la produzione della serie, la trasmissione degli episodi era stata interrotta a metà stagione a causa della pandemia di COVID-19 che aveva momentaneamente interrotto le riprese.
| nº            | Titolo                     | Prima TV         |
| Prima parte   | Prima parte                | Prima parte      |
| ------------- | -------------------------- | ---------------- |
| 1             | Amnesia                    | 26 marzo 2020    |
| 2             | Selfie                     | 26 marzo 2020    |
| 3             | Niente di personale        | 2 aprile 2020    |
| 4             | Una cosa buona che fa male | 2 aprile 2020    |
| 5             | L'errore                   | 9 aprile 2020    |
| 6             | Come eravamo               | 9 aprile 2020    |
| 7             | Like                       | 16 aprile 2020   |
| 8             | Il giuramento di Ippocrate | 16 aprile 2020   |
| Seconda parte |                            |                  |
| 9             | In salute e in malattia    | 15 ottobre 2020  |
| 10            | Quello che siamo           | 15 ottobre 2020  |
| 11            | Cause ed effetti           | 22 ottobre 2020  |
| 12            | L'imprevisto               | 22 ottobre 2020  |
| 13            | Egoismi                    | 29 ottobre 2020  |
| 14            | Perdonare e perdonarsi     | 5 novembre 2020  |
| 15            | Veleni                     | 12 novembre 2020 |
| 16            | Io ci sono                 | 19 novembre 2020 |

## Amnesia
Andrea Fanti è un brillante e cinico primario di medicina interna nell'ospedale diretto dall'ex moglie Agnese. Qualche tempo dopo la morte di Giovanni Pavesi, uno dei suoi pazienti, il padre di questi, Egidio, reagisce sparando alla testa di Andrea, che fortunatamente sopravvive ma, dopo un coma, perde i ricordi degli ultimi dodici anni di vita. La sua amnesia rappresenta un'ottima occasione per Marco Sardoni, nuovo primario dell'ospedale, di insabbiare un fatto scoperto da Andrea appena prima dell'aggressione: ha infatti falsificato il certificato di morte del paziente deceduto nel reparto di Andrea per evitare di essere radiato dall'Ordine dei medici. Risvegliatosi dal coma, Andrea scopre che lui e Agnese sono separati da otto anni, che la figlia maggiore Carolina è una studentessa universitaria e che il figlio minore Mattia è morto dieci anni prima per un arresto cardiaco. 
Passano venti giorni. Andrea viene incoraggiato dal neuropsichiatra infantile e amico Enrico a non abbattersi e a passare del tempo nel reparto in cui lavorava per stimolare un possibile recupero di memoria; viene inoltre seguito in particolare dai colleghi Giulia (con la quale aveva una relazione da pochi mesi) e Lorenzo e dagli specializzandi Alba, Riccardo, Elisa e Gabriel.
- Altri interpreti: Sara D'Amario (paziente), Daniela Camera (Alice Rivali), Pia Lanciotti (Fabrizia Martelli), Maria Rosaria Russo (Irene Celardo), Francesco Wolf (marito di Alice), Maurizio Fanin (Egidio Pavesi), Alessandro Bandini (Dario), Daniela Duchi (Rosa), Giulia Patrignani (Carolina Fanti da bambina), Luca Morello (Mattia Fanti).
- Ascolti: telespettatori 7 409 000 – share 24,8%[5].

## Selfie
Andrea prova ad adattarsi alla sua nuova condizione, mostrando un carattere molto empatico e compassionevole, diametralmente opposto a quello precedente; inoltre, viene giornalmente sottoposto a brevi sedute di stimolazione elettrica per cercare di riattivare i neuroni bloccati dal trauma. Nel frattempo viene ricoverato Jacopo, un ragazzo che cerca di racimolare soldi per la sua fidanzata Monica, che sta per partorire, compiendo azioni pericolose che vengono riprese e postate sui social. Giulia propone una nuova iniezione di cortisone per prevenire un ulteriore e possibilmente fatale ictus.
Andrea porta di soppiatto Jacopo da Monica per farlo assistere al parto; una volta tornato, però, il ragazzo ha un'altra ischemia cerebrale. Agnese e Marco convengono che Andrea debba dare le dimissioni. Riaccompagnato a casa dalla figlia, Andrea ha per un istante la volontà di suicidarsi ingerendo alcune pillole ma, osservando un selfie scattato da Jacopo in sala parto, cambia idea e torna immediatamente in ospedale, comunicando a Giulia che il ragazzo è affetto da una rara malattia del sangue, la porpora trombotica. Scoperta la patologia di cui soffre, la cura va a buon fine e Jacopo si riprende. Andrea, recuperata la fiducia in se stesso, rifiuta le dimissioni e decide di rimettersi in pari.
- Special guest star: Pierdante Piccioni (paziente).
- Altri interpreti: Davide Calgaro (Jacopo), Gioele Airini (amico di Jacopo), Pia Lanciotti (Fabrizia Martelli), Maria Rosaria Russo (Irene Celardo), Giulia Patrignani (Carolina Fanti da bambina), Luca Morello (Mattia Fanti), Barbara Abbondanza.
- Ascolti: telespettatori 6 975 000 – share 27,3%[5].

## Niente di personale
Agnese stabilisce che Andrea possa frequentare il reparto, ma senza prendere iniziative e parlare con i pazienti; ciononostante, Andrea non se la sente di fare solo da spettatore e cerca un contatto con i pazienti. Viene ricoverato Sandro Feroli, un paziente dalla complessa sintomatologia. Dopo diverse sollecitazioni di Andrea, che aveva ascoltato una conversazione tra Sandro e Stefano, un collega e amico andato a fargli visita, l'uomo confessa di essere stato licenziato dall'azienda in cui lavorava e che si vergogna di dire alla moglie di essere ancora disoccupato, nonostante vari tentativi di trovare un'altra occupazione; dopodiché, ha un'altra crisi ipotensiva. Marco si mostra stizzito dalla rinnovata "popolarità" di Andrea e lo sminuisce.
Viene convocata la moglie di Sandro, alla quale Andrea comunica che il marito ha contratto la leptospirosi in stadio avanzato, a causa della difficoltà nel diagnosticarlo. Andrea cerca un contatto con la figlia, che però si mostra distaccata. Nel frattempo, gli specializzandi si trovano a curare Vittorio Beltrame, un anziano affetto da neoplasia cerebrale (glioblastoma del tronco encefalico alto), che purtroppo si rivela fatale. Andrea va a casa di Agnese e scopre, con grande dolore, che lei ha un nuovo compagno, Davide; la donna gli rinfaccia che, se non stanno più insieme, la colpa è da attribuire solo a lui. La cura antibiotica su Sandro (che ha finalmente detto la verità alla moglie) fa effetto e presto guarirà.
- Altri interpreti: Simone Gandolfo (Davide), Beppe Chierici (Vittorio Beltrame), Marius Bizău (Sandro Feroli), Silvia Degrandi (moglie di Sandro), Aurora Quattrocchi (Silvana, moglie di Vittorio), Mauro Cardinali (Stefano), Giulia Patrignani (Carolina Fanti da bambina), Luca Morello (Mattia Fanti).
- Ascolti: telespettatori 8 201 000 – share 27,1%[6].

## Una cosa buona che fa male
Enrico chiede ad Agnese che Andrea non abbia accesso alla sua casella di posta elettronica. Viene ricoverato Fabio, fratello di Giulia, un rocciatore con cistite recidivante. Agnese rimprovera Andrea per essersi rimesso la fede nuziale, facendola sentire in difficoltà. Carolina confessa alla madre che cerca di tenersi a distanza dal padre perché finirebbero per parlare di Mattia. Marcella, fidanzata di Fabio, ha una breve e colorita conversazione con Giulia, alla quale arrivano le analisi di Fabio: la prostatite è aggravata e gli causa allucinazioni uditive, perciò serve una spermiocoltura. Marco teme che Andrea recuperi la memoria e ne parla con la moglie Irene, rappresentante farmaceutica, che invece è serena. Durante un aperitivo con gli specializzandi, Andrea chiama Agnese chiedendole di raggiungerli, ma lei risponde che preferisce stargli lontano.
Mentre Giulia annuncia al fratello l'intenzione di sottoporlo a esami neurologici, Fabio ha una forte diminuzione della vista; visitato da Marcella, le confessa di avere molta paura. La diagnosi, purtroppo, arriva inaspettata: Fabio è affetto da sclerosi multipla. Durante una conversazione con Giulia, Andrea ricorda la password della sua casella di posta elettronica e scopre di aver sottovalutato l'aritmia di Mattia, causa che ha portato il bambino a morire di arresto cardiaco; avvilito, ne parla con Agnese e accetta di lasciarla in pace, annunciando di voler abbandonare l'ospedale e chiedendole perdono. Seguendo il consiglio di Lorenzo (che è innamorato di lei da sempre), Giulia decide di occuparsi in primo luogo del fratello e poi di dire ad Andrea della loro relazione.
- Altri interpreti: Giulio Cristini (Fabio Giordano), Pia Lanciotti (Fabrizia Martelli), Valentina Principi (amica di Fabio), Maria Rosaria Russo (Irene Celardo), Sergio Tardioli (Bartolo), Astrid Casali (Marcella), Giulia Patrignani (Carolina Fanti da bambina), Luca Morello (Mattia Fanti).
- Ascolti: telespettatori 7 898 000 – share 31,2%[6].

## L'errore
L'attrice Tilde Ravelli si presenta in ospedale per degli accertamenti e chiede espressamente di essere visitata dal dottor Fanti, il quale l'ha già avuta in cura cinque anni prima. Giulia cerca così di convincere Andrea a ritirare le dimissioni, lui decide di tornare eccezionalmente per la donna; le condizioni di quest'ultima, però, si aggravano improvvisamente, mettendola in pericolo di vita. Alba, quindi, chiama la figlia di Tilde in quanto unica parente, la quale però non vuole sapere nulla della madre che non sente da anni. Alba e Riccardo discutono del difficile rapporto tra lei e la madre, la primaria di chirurgia Fabrizia Martelli: Alba ha infatti scelto Medicina Interna al posto di Chirurgia poiché la madre riteneva inopportuno che la ragazza lavorasse nel suo stesso reparto. Nel frattempo, nel reparto arriva Sofia, una ragazza con dolori invalidanti alla pancia che aveva tentato, per questo motivo, il suicidio. La giovane ne soffre da quando aveva tredici anni e a causa di ciò è stata continuamente licenziata, per cui il cognato Bruno si era offerto di trovarle lavoro nella sua azienda ma col passare del tempo ha iniziato anche a molestarla; Andrea la incoraggia a dire la verità a sua madre, che fino ad allora l'aveva ritenuta una scansafatiche.
Andrea, nel tentativo di alleviare i dolori di Sofia, le somministra per sbaglio un antidolorifico tossico ritirato dal mercato ma che non era ancora stato smaltito; si teme una denuncia milionaria, così Agnese chiede nuovamente ad Andrea di rassegnare le dimissioni. Alba comunica a Tilde la diagnosi, ossia fibrosi polmonare; la donna, in un momento di confusione, scambia Alba per sua figlia e le confessa il suo pentimento per averla trascurata, chiedendole perdono. Andrea e Giulia arrivano finalmente alla diagnosi di Sofia, che soffre di porfiria, mentre Alba fa in tempo a bloccare l'intervento che sua madre sta per eseguire sulla ragazza, che si pensava soffrisse di endometriosi e, quindi, stava per essere sottoposta ad isterectomia. Intanto, Agnese chiede all'ex marito di ritirare le dimissioni e continuare a lavorare nel reparto, affermando di aver finalmente rivisto il medico che era stato. Irene suggerisce al marito di usare gli psicofarmaci che la sua azienda produce per impedire ad Andrea il recupero della memoria.
- Special guest star: Valeria Fabrizi (Tilde Ravelli).
- Altri interpreti: Valentina Munafò (Sofia), Pia Lanciotti (Fabrizia Martelli), Alessia Giuliani (madre di Sofia), Maria Rosaria Russo (Irene Celardo), Libero Sansavini (Luigi), Sara Putignano (sorella di Sofia), Tommaso Basili (Bruno).
- Ascolti: telespettatori 8 543 000 – share 28,9%[7].

## Come eravamo
Milano, dieci anni prima. Andrea, felicemente sposato con Agnese, aspira alla carica di primario; anche il collega Marco spera di ottenere il ruolo e la crescente rivalità tra i due spinge Andrea a trascurare la sua famiglia. Un giorno viene ricoverato il quindicenne Riccardo (futuro specializzando), caduto da uno scoglio: il giovane ha un arresto cardiaco, ma non sembra avere malattie familiari che lo giustifichino alla sua età. Riccardo rivela a sua madre di essere innamorato, ricambiato, di Maria, la figlia diciottenne del suo nuovo compagno, cosa che la innervosisce; subito dopo, Riccardo ha un altro arresto cardiaco. Intanto Agnese inizia una terapia per asportare quattro fibromi uterini, ed è dispiaciuta che Andrea non le sia stato vicino in occasione di una visita molto importante. Si scopre in un secondo momento la diagnosi di Riccardo: il giovane soffre di una malattia da decompressione, motivo per cui la gamba destra è andata in necrosi e i medici sono costretti ad amputarla. Prima di effettuare l'operazione, Andrea fa una telefonata a Maria, scoprendo che lei e Riccardo avevano effettuato un'immersione subacquea poco prima della caduta e subito dopo erano tornati in Italia con un aereo; la ragazza si sente profondamente in colpa e decide di mantenere le distanze. Agnese, che ha deciso di farsi operare, chiede ad Andrea di trovare un espediente per far svagare i figli e non metterli al corrente della situazione. Andrea porta Riccardo al mare per dargli un po' di serenità, riuscendoci; al ritorno in ospedale, scopre di essere stato ufficialmente scelto come nuovo primario. Intanto, in reparto sono arrivati anche due nuovi specializzandi: i nostri Giulia e Lorenzo. Il giorno dell'operazione di Agnese, Andrea decide di partire per la Francia con i figli, destinazione EuroDisney; il più piccolo, Mattia, accusa più volte strani sintomi ma il padre si convince sia solo un mal d'auto. La situazione precipita improvvisamente: atterrati a Parigi, Mattia viene portato d'urgenza in ospedale ma purtroppo non c'è più nulla da fare. Agnese nel frattempo si risveglia dall'anestesia, ignara della situazione, e Maria annuncia a Riccardo che sarebbe partita il giorno seguente per frequentare l'università a Berlino.
L'episodio ritorna nel presente, al momento in cui Andrea dichiara a Enrico di voler interrompere la terapia farmacologica, ma l'amico gli suggerisce di non sottovalutare la sua condizione e di farsi aiutare. Dopo aver detto poche parole a Riccardo, Andrea riprende la terapia.
- Altri interpreti: Giancarlo Ratti (direttore Pandolfi), Simonetta Solder (madre di Riccardo), Maria Rosaria Russo (Irene Celardo), Pietro Faiella (chirurgo), Bianca Panconi (Maria D'Amico), Maria Torres (collega di Agnese), Maurizio Tabani (Giacobelli), Lorenzo Cervasio (specializzando), Giulia Patrignani (Carolina Fanti da bambina), Luca Morello (Mattia Fanti), Riccardo De Rinaldis Santorelli (Riccardo Bonvegna a 15 anni).
- Ascolti: telespettatori 8 068 000 – share 32,7%[7].

## Like
Carolina sviene mentre si trova al parco a studiare con l'amica Priscilla per un esame universitario e viene quindi ricoverata in ospedale. La ragazza tossisce sangue, per cui i dottori ipotizzano che sia affetta dalla sindrome di Mallory-Weiss e, successivamente, da un tumore all'esofago. Andrea e Agnese, preoccupati che la loro figlia possa essere tossicodipendente, decidono di andare a controllare l'appartamento dove vive e trovano una confezione di ansiolitici che le erano stati prescritti proprio dal padre, ma che non si rivelano fortunatamente la causa del suo malessere; viene esclusa anche la celiachia, in quanto dagli esami sulle intolleranze alimentari Carolina è risultata negativa. Intanto gli specializzandi si trovano a visitare l'appariscente influencer Vittoria, che accusa prurito e calore alle caviglie: la causa è un avvelenamento da metalli dovuto a un intervento illegale di mastoplastica additiva eseguito all'estero e, per via dell'intolleranza all'impianto che si è sviluppata, la ragazza è costretta a rinunciare per sempre alle protesi, senza tuttavia dispiacersene. Alba, dopo essersi scusata con Riccardo per l'atteggiamento che ha tenuto nei confronti di Vittoria (si è mostrata gelosa, essendo innamorata del giovane), lo invita a un appuntamento, ma lui rifiuta sostenendo di essere già impegnato.
Dopo un improvviso crollo di Carolina, Andrea si rifugia nella cappella dell'ospedale, dove viene raggiunto da Riccardo il quale, dopo avergli mostrato la protesi alla gamba destra e avergli ricordato del sostegno ricevuto da lui, lo incoraggia ad andare avanti. Dopo aver notato parecchie confezioni di merendine e una scatola di lassativi nascoste sotto il letto, Andrea giunge alla conclusione che sua figlia soffre di bulimia. Carolina confessa ai genitori la verità sulla morte di Mattia: i due bambini, nel giorno in cui il padre aveva deciso di portarli a EuroDisney a Parigi, erano a giocare dalla vicina di casa, che aveva regalato al marito una sigaretta elettronica; dopo averla rubata e averci giocato, Carolina non si accorse, in un attimo di distrazione, che il fratello aveva appena ingerito tutto il liquido al suo interno; Carolina non disse nulla per via dell'imminente operazione della madre e si era inizialmente convinta che il malessere di Mattia fosse semplicemente dovuto al viaggio. Andrea e Agnese la consolano affermando che nessuno ha colpa per ciò che è accaduto, abbracciandola.
- Altri interpreti: Simone Gandolfo (Davide), Simonetta Solder (madre di Riccardo), Cristina Noci (paziente), Claudia Stecher (Priscilla), Nicolò Ausili (fidanzato di Vittoria), Fiammetta Cicogna (Vittoria), Giulia Patrignani (Carolina Fanti da bambina), Luca Morello (Mattia Fanti).
- Ascolti: telespettatori 8 917 000 – share 29,6%[8].

## Il giuramento di Ippocrate
Andrea organizza un incontro serale con Carolina, che dovrebbe iniziare una psicoterapia per far fronte ai suoi malesseri, e chiama Agnese chiedendole di essere presente. Riccardo ed Elisa si occupano di Matilde, aspirante astronauta dell'Agenzia spaziale europea che, però, soffre di attacchi di panico; la donna vorrebbe andarsene, ma dopo aver mostrato segni di allucinazioni visive viene sottoposta a ulteriori esami. Gabriel, invece, deve occuparsi del libico Noureddin, colto da un improvviso malore: Andrea nota subito il suo turbamento nel vedere il paziente. Più tardi, Gabriel stesso somministra a Noureddin del paracetamolo nonostante il paziente abbia dichiarato di esserne allergico, provocandogli uno shock anafilattico che lo manda in coma. Quando Marco chiede a Gabriel perché lo ha fatto, Alba copre il collega sostenendo che il paziente non li ha informati dell'allergia. Andrea e Gabriel visitano la macelleria di cui Noureddin è proprietario, trovandola in condizioni impeccabili; tornato in reparto, Andrea osserva l'abbronzatura di Noureddin e crede che possa aver contratto un'infezione tropicale all'estero. Gabriel racconta a Elisa di aver desiderato diventare medico dopo aver visto molta gente morire di malattie nel villaggio etiope da cui proviene; Elisa ammira il suo ideale e ammette di aver scelto medicina solo perché non aveva altri progetti, come ripiego.
Gabriel, in seguito, confessa ad Andrea di volere la morte di Noureddin in quanto era un trafficante di esseri umani e come tanti altri ha commesso molti crimini nei campi di prigionia, oltre al fatto che il medico stesso è una delle sue vittime; Andrea comprende la sua collera, ma lo avverte che se andasse fino in fondo ne porterebbe il peso sulla coscienza per tutta la vita e verrebbe meno al dovere, enunciato nel giuramento di Ippocrate, di fare tutto il possibile per curare i pazienti senza fare distinzioni tra loro e mettendo da parte gli interessi personali, così Gabriel crolla e rivela di aver capito che Noureddin soffre di malaria terzana. Andrea, Agnese e Carolina trascorrono una bella serata in famiglia e, dopo un intenso dialogo lungo il viaggio di ritorno, Andrea e Agnese si baciano e fanno l'amore. Il giorno dopo Andrea rimprovera duramente Gabriel per il suo comportamento, ma lo informa del fatto che se Nourredin è vivo è soprattutto grazie a lui, che, nonostante tutto, non si è fatto sopraffare dall’odio e ha reso onore al camice che indossa; Gabriel dice a Noureddin che verrà presto processato per i suoi crimini grazie a moltissimi testimoni. Riccardo ed Elisa comunicano a Matilde che ha contratto la meningoencefalite ma che possono debellarla per permetterle di tornare ad addestrarsi; tuttavia Matilde, riflettendo sul fatto che sarebbe un gesto irresponsabile dati i suoi attacchi di panico, decide di diventare istruttrice, realizzando almeno in parte il sogno che suo padre aveva per lei. Giulia accetta l'invito di Lorenzo per un motoraduno, mentre Andrea continua ad assumere gli psicofarmaci sotto lo sguardo soddisfatto di Marco.
- Altri interpreti: Simone Gandolfo (Davide), Hossein Taheri (Noureddin), Margherita Mannino (Matilde), Emad Ibrahim (macellaio), Addis Rossi (Barouk).
- Ascolti: telespettatori 8 495 000 – share 33,3%[8].

## In salute e in malattia
Durante un giro sulle montagne russe insieme ai figli, Roberto Lotti perde i sensi. Una volta ricoverato, e dopo aver rischiato il soffocamento, chiede alla compagna Manuela di sposarlo lì in ospedale, Andrea si occuperà di organizzare la cerimonia. I parametri di Roberto peggiorano; da un suo discorso Andrea intuisce che l'uomo è abituato ad assumere troppo sale, facendo analizzare un lenzuolo ha la conferma che il suo sudore è molto salato e capisce che l'alimentazione ricca di sali gli ha causato la fibrosi cistica, malattia che nella maggior parte dei casi comporta anche l'infertilità. Roberto non può essere guarito ma con la terapia giusta può guadagnare anni di vita. Andrea, Giulia e Agnese spiegano a Manuela il quadro clinico del compagno: quando le viene fatto presente il dato sull'infertilità, Manuela è costretta ad ammettere che, in un periodo in cui lei e Roberto erano in continuo litigio, lo aveva tradito (una sola volta) con un altro uomo, ma non sapeva che i due gemelli fossero frutto di quell'unico rapporto. Agnese la rassicura sul fatto che non è obbligata a dire la verità al compagno, ma Manuela decide di farlo comunque: Roberto, sebbene inizialmente voglia annullare il matrimonio, grazie a un discorso di Andrea si convince a sposarla lo stesso.
Intanto, Lorenzo e gli specializzandi si occupano della giovane novizia Cecilia, che soffre di dolori addominali da cinque anni, esattamente da quando è entrata in convento: come scopriranno, i dolori sono causati da un embrione calcificato dovuto a una gravidanza extrauterina, cosa che aveva impedito alla ragazza di accorgersene. La sera prima dell'operazione Cecilia confessa alla compagna di stanza Silvia (malata di un cancro che rischia al 50% di paralizzarla dalla vita in giù) che se avesse saputo di aspettare un figlio non si sarebbe fatta suora e sarebbe rimasta insieme al suo fidanzato; gli interventi di entrambe hanno successo. Gabriel e Alba passano una serata alla Scala come ringraziamento da parte di lui per averlo coperto con Marco, mentre Lorenzo e Giulia finiscono a letto insieme sebbene poi lui le dica di non voler complicare il loro rapporto, in quanto, in realtà, vorrebbe avere con lei una vera e propria storia d’amore e ha paura di dichiararsi temendo di soffrire, sapendo che per Giulia il fantasma di Andrea è tutt’altro che superato. Agnese fa capire ad Andrea che, nonostante una parte di lei ancora lo ami, adesso al suo fianco ha il compagno Davide, con il quale intende firmare per l'affidamento di un bambino, sebbene dia subito evidenti segnali di aver deciso così più per paura e senso del dovere che per un’effettiva convinzione di aver fatto la scelta giusta.
- Altri interpreti: Pia Lanciotti (Fabrizia Martelli), Simone Gandolfo (Davide), Alberto Basaluzzo (Roberto Lotti), Francesca Beggio (Manuela), Marina Occhionero (Cecilia), Beatrice Schiros (Silvia).
- Ascolti: telespettatori 7 712 000 – share 29,7%[9].

## Quello che siamo
Susanna, ragazza affetta dalla sindrome di Down che di giorno è ospite di un centro, si sente male a causa delle vertigini e sviene. Riccardo spiega a Giulia, Alba e Andrea che, anche se sta meglio, Susanna ha ancora la febbre alta e forti attacchi di emicrania, pressione media e alcune chiazze rosse sulla schiena. Lorenzo rivela che lui e Susanna sono fratelli gemelli eterozigoti e nei suoi confronti è molto protettivo; ipotizza che la ragazza possa aver contratto la meningite durante una gita con gli altri ospiti del centro, ma l'ipotesi viene esclusa da successive analisi. Quando ai sintomi di Susanna si aggiunge l'offuscamento della vista, Lorenzo crede soffra di leucemia, mentre Giulia chiede un esame del liquor e l'attivazione di un eventuale trapianto. Mentre Andrea parla con Susanna, la ragazza ha un attacco ischemico transitorio e Lorenzo lo accusa di averglielo provocato, tanto da chiedere a Marco che Andrea non si avvicini più alla sorella, rivelando anche che nell'ultimo periodo il collega cade in sporadici stati confusionali; allora Marco affida ad Agnese la decisione se mantenere Andrea a lavorare lì o no. In presenza di Enrico, Agnese e Marco, Andrea ammette di aver interrotto la cura di psicofarmaci perché a causa di essi stava perdendo anche i ricordi antecedenti a dodici anni prima, e vuole evitare che ciò succeda; tuttavia, Agnese presenta al consiglio del policlinico una richiesta di revoca del suo incarico, nonostante le pacate proteste di Andrea. Successivamente Andrea stimola con la luce una pupilla di Susanna, diagnosticando la presenza della reazione di Argyll Robertson: Lorenzo non vuole inizialmente crederci, poiché significherebbe che sua sorella è malata di neurosifilide al terzo stadio e che ha un'attività sessuale. Dalla diagnosi si apprende che Susanna ha contratto la malattia tramite Alessandro, un altro ragazzo del centro e suo fidanzato: anni prima, durante un viaggio in India, il ragazzo ebbe bisogno di una trasfusione urgente, che gli salvò la vita ma gli trasmise la sifilide; nonostante le cure, il batterio non è stato debellato del tutto. Lorenzo deve accettare che sua sorella sia ormai una donna con una vita propria: Susanna gli risponde che non aveva detto niente temendo la sua gelosia, dato che lei è l'unico membro della famiglia rimastogli e lui aveva paura di perderla. Alessandro rivela che solo Mauro, un educatore del centro, sapeva della loro relazione, e che intendono sposarsi e andare a convivere. Lorenzo ammette a Giulia di aver erroneamente pensato di avere tutto sotto controllo ed è triste perché, sebbene sua sorella abbia più difficoltà di lui, a differenza sua ha una maggiore autoconsapevolezza e anche una vita più piena.
Nel frattempo Gabriel, Elisa e la caposala Teresa curano l'anziano Ernesto Galbiati - trovato dalla polizia mentre vagava in stato confusionale - il quale soffre di disidratazione, tachicardia, dispnea e tremori alle braccia e continua a ripetere la parola "neve". Elisa entra in casa di Ernesto, trova chiuso in cucina il cane Neve (come recita la targhetta) e, con la complicità di Gabriel, lo porta di nascosto in ospedale sperando che in sua presenza Ernesto riacquisti lucidità. L'uomo ricorda di aver passato su una credenza l'antitarlo per due giorni;  perlustrando nuovamente la casa di Ernesto, Elisa trova una confezione del prodotto e capisce che Ernesto ha avuto un'intossicazione acuta da benzene poiché aveva spruzzato l'antitarlo senza mai cambiare aria, mentre Neve si è salvata perché era rimasta chiusa in cucina. Dopo un trattamento con il cortisone, la respirazione di Ernesto migliora e la pressione torna normale. Alba affronta Riccardo dopo aver scoperto che si era inventato una fidanzata solo come scusa per non uscire con lei; Riccardo le mostra la protesi alla gamba destra, dicendo che se l'ha fatto è stato solo per non farsi compatire. Elisa e Gabriel cercano a lungo Neve che avevano lasciato legata fuori dell'ospedale ed era scappata dopo aver reciso a morsi il collare; i due finiscono col passare insieme la notte, dopo che Gabriel ha ritrovato il cane. Il giorno dopo, Andrea confida a Giulia le sue preoccupazioni lavorative e che vuole seguire il consiglio della figlia Carolina, ovvero voltare pagina dal lato sentimentale. Grazie a un accorato intervento di Lorenzo a favore di Andrea, alla promessa di Enrico di vigilare sulla sua salute e soprattutto dopo che Giulia avvisa del risveglio di Susanna, il consiglio permette ad Andrea di continuare a esercitare nell'ospedale. Lorenzo, spinto dalla vicenda di sua sorella, trova finalmente il coraggio di dichiarare il suo amore a Giulia, ma lei gli confessa di non essersi ancora tolta Andrea dalla testa e lo respinge non volendo farlo soffrire e gettandolo nello sconforto. Marco rivela alla moglie Irene che Andrea ha smesso di assumere gli psicofarmaci, e lei sostiene che hanno comunque guadagnato il tempo che a loro serviva, in quanto Marco andrà presto a fare il primario negli Stati Uniti. Entrambi sono però ignari del fatto che Andrea ha appena ritrovato la cartella clinica di Giovanni Pavesi, che Marco aveva cercato di far sparire poiché il paziente era morto a causa di un suo errore.
- Altri interpreti: Simone Gandolfo (Davide), Simonetta Solder (madre di Riccardo), Maria Rosaria Russo (Irene Celardo), Gianni Franco (Ernesto Galbiati), Caterina Casini (madre di Alessandro), Federico Fazioli (direttore del consiglio), Diego Facciotti (Mauro), Alice De Carlo (Susanna Lazzarini), Massimo Ciccotti (Alessandro Moretti).
- Ascolti: telespettatori 7 173 000 – share 34,4%[9].

## Cause ed effetti
Ritrovata la cartella clinica di Pavesi, Andrea cerca di recuperare la memoria del periodo antecedente allo sparo ma sia Marco (il quale lo racconta alla moglie e successivamente ruba il referto per poi bruciarlo) sia Agnese si mostrano poco collaborativi. Su richiesta di Andrea, Giulia gli racconta di come ha avuto inizio la loro passata relazione. Monica Moroni, studentessa di giurisprudenza e madre divorziata, soffre di improvvisi vuoti di memoria e dalle analisi risulta che ha un valore di piastrine inferiore al normale. Gabriel e Andrea notano sul collo di Monica un linfonodo ingrossato e il primo crede che la donna soffra di toxoplasmosi, ipotesi che si rivela corretta. Dopo una tac e il prelievo del midollo osseo e dopo aver notato sul braccio di Edoardo, ex marito di Monica, alcune macchie provocate dal sarcoma di Kaposi, alla donna viene diagnosticato l'AIDS. Considerata la lunga latenza del virus, Edoardo ricorda di come otto anni prima Monica, dopo aver partorito la figlia, aveva dedicato tutta sé stessa allo studio e lui, in quel periodo pesantissimo, aveva cercato "una via di fuga". Sconfortato per non essere ricambiato da Giulia, l’unica a cui ha sempre tenuto davvero, Lorenzo rincontra Chiara, una sua ex fidanzata, con la quale passa la notte dopo aver fatto uso di oppioidi sintetici da lei stessa preparati.
Nel frattempo Alba e Riccardo, in rapporti ancora molto freddi, seguono un giovane batterista che soffre di una rigidità momentanea alle braccia, causata in realtà da una grande preoccupazione in vista di un imminente concerto a New York, mentre Gabriel, promesso sposo a una ragazza del suo villaggio d'origine in Etiopia, decide di interrompere la relazione con Elisa per onorare l'impegno. Coraggiosamente Andrea visita i genitori di Giovanni Pavesi, assumendosi la colpa di quanto accaduto mesi prima e rivelando che la causa della morte del loro figlio è stata la somministrazione di un farmaco in realtà destinato a un paziente omonimo. Il giorno dopo Andrea, accusato dall'avvocato della famiglia Pavesi, viene convocato dal Consiglio e rivela di aver trovato la cartella clinica del paziente: nonostante Marco abbia tentato di farla sparire definitivamente, Andrea l'aveva preventivamente fotografata. Agnese rifiuta di far costituire l'ospedale parte civile e proibisce di licenziare un qualsiasi dipendente, altrimenti rivelerà tutto quello che è stato detto durante la riunione del Consiglio.
- Altri interpreti: Fiorenza Pieri (Monica Moroni), Alberto Molinari (Edoardo Grotti), Simone Gandolfo (Davide), Maria Rosaria Russo (Irene Celardo), Guido Roncalli (dottor Novi), Benedetta Cimatti (Chiara Marabini), Fausto Caroli (Alì), Maurizio Fanin (Egidio Pavesi), Aleph Viola (batterista), Stefania Micheli (madre di Giovanni Pavesi), Federico Fazioli (direttore del consiglio).
- Ascolti: telespettatori 7 286 000 – share 27,9%[10].

## L'imprevisto
Il reparto di medicina interna s'improvvisa come pronto soccorso a seguito di un grave incidente ferroviario. Riccardo rimane molto sorpreso nel rivedere l'ex fidanzata Maria, che si trova lì per una leggera contusione al polso. Andrea si occupa dell'imprenditore Giovanni Canto, che continua a toccarsi la tempia ed è in possesso di una pistola regolarmente detenuta, presa temporaneamente in custodia dal medico; benché l'uomo sostenga di non avere nessuno da avvertire, Andrea nota che porta una fede nuziale. Gabriel assiste Giorgia Marchiti, che con il suo corpo ha protetto il piccolo Francesco; la donna, purtroppo, dopo una fibrillazione ventricolare, muore. A occuparsi di Francesco, che ha le costole fratturate, è Elisa. Alba invece cura la giovane fotomodella Larysa Volkov, investita da una fiammata che le ha causato gravissime ustioni al viso e al corpo. Marco e l'infermiere Renato assistono un blogger di viaggi che si riprende in fretta. Lorenzo, sotto l'effetto degli oppioidi che ha continuato ad assumere, non è lucido e decide di defilarsi andando a nascondersi nel sotterraneo dell’ospedale per non farsi vedere in quello stato, disperato perché è entrato in una spirale autodistruttiva che rischia di rovinargli la vita. In ospedale arrivano i genitori di Francesco, operato per lesioni polmonari; Gabriel annuncia loro che Giorgia, la babysitter del figlio, non è sopravvissuta. Quando il padre di Francesco insulta Giorgia per aver portato via il bambino da casa senza permesso, Gabriel infuriato lo mette spalle al muro dicendogli che Giorgia è morta per salvarlo e viene poi ripreso da Sardoni. Tutti sono in preda all'agitazione e alla stanchezza perché continuano ad arrivare ambulanze cariche di feriti a causa dell'incidente: Andrea infonde coraggio a tutti con un discorso sul dare speranza ai pazienti anche nelle situazioni più disperate, un discorso che tocca nel profondo anche Marco. Riccardo riesce a rianimare il controllore del treno, trovato vicino ai cavi dell'alta tensione: infatti, la folgorazione può causare morte apparente. Lorenzo assiste alla scena e, profondamente colpito dalla dedizione di Riccardo, capisce di non poter buttare tutto all’aria così, si allontana con fare circospetto e getta via la confezione di oppioidi, ignaro di essere stato visto da Marco.
Riccardo prende da parte Maria avendo scoperto che in realtà è una giornalista venuta lì per ficcare il naso, così lei ammette che aveva bisogno di un buon pezzo giornalistico e non poteva lasciarsi sfuggire un'occasione simile; il ragazzo, furioso, le intima di andarsene. Francesco si risveglia e chiede subito di Giorgia, rivelando ai genitori che la babysitter lo stava portando su sua richiesta al planetario: i suoi genitori glielo avevano sempre promesso ma non avevano mai tempo, essendo troppo presi dal lavoro. Andrea parla con Giovanni, operato a causa di un aneurisma cerebrale e in via di guarigione: Andrea gli dice che ha capito che intendeva farla finita, a causa della fine del matrimonio per cui non si dava pace e per aver fallito sul lavoro, una situazione per certi versi simile alla sua. I genitori di Francesco ringraziano Gabriel e si scusano per il loro comportamento; Gabriel ed Elisa fanno pace ma lui le annuncia che, una volta terminata la specializzazione, intende tornare in Etiopia. Stefano, il fidanzato di Larysa, comunica ad Alba di non voler seguire il percorso di riabilitazione di Larysa perché ha intenzione di lasciarla, ammettendo di non voler stare accanto a una persona in quelle condizioni; ciò fa sentire Alba in colpa nei confronti di Riccardo. Dopo essere stato ringraziato dal blogger e averci scambiato alcune parole, in Marco aumenta il forte senso di colpa per la questione riguardante Pavesi, desiderando di non aver mai commesso quell'errore e di tornare a essere solo un medico, tanto che nemmeno la moglie Irene riesce a confortarlo. Maria consegna a Riccardo tutte le foto e i video registrati all'ospedale, scusandosi per il suo comportamento di dieci anni prima, quando lo lasciò nel momento di maggior bisogno. Andrea decide di dare una seconda occasione alla sua relazione con Giulia.
- Altri interpreti: Bianca Panconi (Maria D'Amico), Maria Rosaria Russo (Irene Celardo), Gianni Lillo (Giovanni Canto), Miriam Previati (Giorgia Marchiti), Francesco Castiglione (operatore della Croce Rossa), Chiara Ricci (madre di Francesco), Giovanni Franzoni (padre di Francesco), Emanuele Turetta (blogger), Yuliia Sobol (Larysa Volkov), Filippo Gattuso (Stefano), Lorenzo Francolini (Francesco).
- Ascolti: telespettatori 6 791 000 – share 32,8%[10].

## Egoismi
Elisa si mostra particolarmente insofferente nel momento in cui viene ricoverata la sorella maggiore Serena, attrice professionista. Dai primi accertamenti risulta che Serena ha un'anemia dovuta a un'emolisi che, grazie al test di Coombs, si scopre essere causata dal sangue pieno di anticorpi, sia agglutinine fredde che anticorpi anti-Rh; Giulia ordina quindi tutti i test di approfondimento. Nel frattempo, la caposala Teresa ha a che fare con l'ex marito Corrado, che presenta uno sfogo all'addome, forse provocato da un tumore. Agnese non riesce a nascondere la gelosia verso la rinnovata sintonia tra Andrea e Giulia, e cerca maldestramente di parlarne con lui. Alba, incoraggiata dalle parole di Andrea, aspetta Riccardo fuori dall'ospedale, ma rimane delusa e triste nel vederlo andare via insieme a Maria, con la quale si è dato appuntamento. Giulia capisce che Serena non ha un linfoma e che non si tratta di un'emolisi autoimmune come le altre dato che ci sono troppi anticorpi diversi coinvolti, per cui ipotizza che le agglutinine fredde e gli anticorpi anti-Rh non siano correlati. Andrea arriva a domandarsi se Serena, che è incinta, abbia già avuto un'altra gravidanza. Teresa scopre che l'ex marito non ha un tumore: il malessere è stato in realtà causato dall'assunzione di latte d'avena, contenente glutine e assunto dallo sbadato Corrado benché sapesse di essere intollerante da anni. Intanto Andrea prende con sé tutta la documentazione sulla sperimentazione del Satonal, il farmaco somministrato erroneamente a Giovanni Pavesi. Chiara torna da Lorenzo, chiedendogli diecimila euro per saldare i debiti e cercando di corromperlo con un'altra confezione di stupefacenti, ma lui rifiuta fermamente e la caccia. Marco, però, ricevute le analisi sul contenuto della confezione buttata da Lorenzo (ritrovata nella pattumiera da un inserviente e consegnata a Teresa alla quale Sardoni aveva chiesto di farne analizzare il contenuto) e avendo notato la discussione tra i due, convoca Lorenzo in ufficio: Lorenzo giura che si tratta dell'unica ricaduta avuta in quindici anni, che si è trattato solo di un momento passeggero e che non farà più uso di sostanze, pregando infine il primario di concedergli una seconda possibilità. Marco acconsente, ma gli chiede le analisi tossicologiche ogni due giorni.
Elisa rivela che gli anticorpi anti-Rh di Serena sono dovuti a una precedente gravidanza, più precisamente di una bambina; Giulia sostiene che, siccome gli anticorpi sviluppati a basso titolo (e dovuti a una prima gravidanza) saliranno a partire dal quarto mese, il bambino è in pericolo, ma ordina un'ecografia del feto perché è il momento giusto per salvarlo. Confortata da Gabriel (al quale confessa di aver capito già anni prima, dai discorsi della nonna affetta da demenza senile, di essere in realtà figlia di Serena), Elisa affronta la madre, rinfacciandole di non aver contato mai nulla per lei. Serena, che era rimasta incinta di Elisa a quattordici anni, afferma di aver preferito farla crescere dai suoi genitori perché non aveva il coraggio di fare la madre a un'età così giovane. Elisa allora le rinfaccia che avrebbe potuto abortire o assumersi le proprie responsabilità e, di fronte all'egoismo e alla superficialità di Serena, la avverte che il figlio che aspetta ha rischiato di morire a causa delle sue bugie. Dopo qualche uscita con Maria, Riccardo si rende conto di quanto sia egocentrica e, prima di allontanarsi, le dice che se l'avesse conosciuta adesso l'avrebbe evitata. Mentre sono al bar, Elisa ammette a Gabriel che non si è riconciliata con Serena e che probabilmente non la rivedrà più; gli dichiara di essersi innamorata di lui e si baciano.
- Altri interpreti: Simone Gandolfo (Davide), Bianca Panconi (Maria D'Amico), Benedetta Cimatti (Chiara Marabini), Stefano Alessandroni (Corrado Mariani), Matteo Taranto (Ivan, compagno di Serena), Vittoria Gallione (Francesca Mariani), Ilaria Spada (Serena Ruffo).
- Ascolti: telespettatori 7 529 000 – share 28,3%[11].

## Perdonare e perdonarsi
Andrea riferisce a Marco e Irene delle sue ricerche sul Satonal, la cui sperimentazione era stata chiusa proprio da lui: poiché il suo ricalcolo mostra che la mortalità del Satonal legata agli effetti indesiderati è superiore rispetto a quella presentata negli articoli pubblicati, propone di allertare l'agenzia del farmaco per far ripetere la sperimentazione. Gabriel annuncia alla sua comunità etiope di voler rimanere in Italia, dov'è riuscito finalmente a costruirsi una propria identità. Chiara viene ricoverata per quella che apparentemente sembra essere un'overdose da cocaina; una volta rimasta sola con Lorenzo, gli confessa che per necessità economiche, pur non consumando cocaina, ne trasporta ovuli per conto di due narcotrafficanti. Spaventata dalla possibilità di essere rintracciata da questi ultimi, Chiara accetta l'invito di Andrea di stare a casa sua per un paio di giorni. Intanto il giovane Tommaso Vitali, insegnante di chitarra per bambini, viene seguito per quella che sembra meningite meningococcica (probabilmente trasmessagli da un suo allievo, ora guarito, che aveva contratto il meningococco di sottotipo B). Giulia ipotizza che Tommaso sia stato contagiato da un altro batterio; dopo che Riccardo esegue un'emocoltura in base alla quale si scopre che non c'è crescita, e dopo aver ordinato ad Alba un RX-torace e la somministrazione di un antibiotico ad ampio spettro, Giulia ritiene che la malattia sia di origine virale, perciò decide di ricominciare da capo volendo testare per primi herpes ed enterovirus, per poi fare una lista di tutti i virus compatibili con i sintomi. La madre di Tommaso racconta a Riccardo di avere col figlio un rapporto molto burrascoso tanto che da un anno, dopo un acceso litigio, non sono più in contatto.
Chiara viene riportata in ospedale a causa delle ennesime convulsioni; Andrea, tastandole l'addome dopo che Chiara specifica di soffrire di mal di pancia e crampi, nota che il fegato ha una consistenza fibrosa e crede che ci sia danno epatico, quindi propone un'ecografia addominale, a cui Gabriel aggiunge transaminasi, bilirubina e tempo di protrombina. Lorenzo comunica a Chiara che lei soffre di epatite cronica e che questa è l'ultima possibilità che le rimane per curarsi e, quando Andrea rileva che Chiara ha la malattia di Wilson, le dice che fortunatamente è curabile ma bisogna comunque fare una biopsia per valutare le effettive condizioni del fegato. Alba scopre sulle braccia di Tommaso una porpora molto estesa, e Giulia pensa che la cosa non sia né batterica né virale, ma amebica: forse la causa è un parassita, e propone di mandare Tommaso in ipotermia durante il coma farmacologico. La madre di Tommaso acconsente alla rischiosa operazione per salvare la vita del figlio aggredito dalla naegleria fowleri, detta anche "ameba mangia-cervello". Marco ammette a Irene di non capacitarsi di come siano arrivati a quel punto; tuttavia, quando Irene gli propone di incastrare Andrea con una falsa testimonianza, Marco si ricorda di Dario Corolla, uno specializzando cacciato da Andrea ma che aveva terminato il percorso grazie a lui. La madre di Tommaso racconta a Giulia e Andrea il difficile rapporto col figlio (avuto da un musicista che la abbandonò subito dopo il parto) e li ringrazia, riflettendo su quanto sia importante dire alle persone quanto siano amate. Dopo aver ascoltato la conversazione, Alba corre da Riccardo e gli confessa di amarlo, venendo ricambiata. La diagnosi finale di Chiara si rivela peggiore del previsto, ovvero cirrosi epatica, e Lorenzo preferisce che sia Andrea a comunicargliela. La cura proposta da Giulia per Tommaso ha successo. Nel frattempo, Irene incontra Dario Corolla.
- Altri interpreti: Simone Gandolfo (Davide), Maria Rosaria Russo (Irene Celardo), Fiorenza Tessari (madre di Tommaso), Benedetta Cimatti (Chiara Marabini), Alessandro Bandini (Dario Corolla), Fausto Caroli (Alì), Addis Rossi (Barouk).
- Ascolti: telespettatori 7 667 000 – share 28,3%[12].

## Veleni
Andrea viene a sapere che Dario Corolla, lo specializzando che aveva cacciato il giorno in cui gli hanno sparato, ha dichiarato di aver ricevuto da lui l'ordine di falsificare i risultati del test sul Satonal, e lo ha fatto anche se non è stata ancora aperta un'inchiesta. Intanto viene ricoverato il famoso medico Nicola Forti, noto per le sue battaglie civili e continuamente minacciato di morte, il quale sostiene di essere stato avvelenato. Pur dubitando dell'avvelenamento dato che Nicola non ne presenta i sintomi tipici, Giulia ordina una biopsia del midollo osseo e un esame del sangue. Lorenzo sostiene che Andrea non aveva motivo di coinvolgere Dario, poiché poteva intervenire personalmente sul database, di cui conosceva i codici di accesso (glieli aveva dati lui perché Andrea aveva bisogno di fare una verifica sui test di un altro medicinale). Così Lorenzo decide di parlare con la polizia per smentire le parole di Dario; Marco però lo minaccia di rivelare a tutti che ha assunto gli oppioidi, facendolo in tal modo radiare dall'Ordine dei Medici e rovinandolo economicamente. Lorenzo capisce perciò che c'è proprio Marco dietro a tutta la faccenda. Agnese, nel cercare di aiutare Andrea, s'incontra con Dario, il quale afferma di soffrire della malattia di Crohn e che aveva accettato di aiutare Andrea a falsificare i test del Satonal per bisogno di soldi, "rivelandolo" solo ora dopo aver scoperto la pericolosità del medicinale. Gabriel si trasferisce da Elisa. Alba va a trovare Riccardo nella casa dove ha appena traslocato; mentre stanno per fare l'amore, Riccardo si tira indietro perché prova ancora vergogna per la gamba amputata, e il mattino seguente rinuncia a iscriversi a una gara di nuoto per beneficenza insieme agli altri membri del reparto, sostenendo di non saper nuotare.
Le condizioni di Nicola, nel cui sangue vengono rilevati metalli pesanti (specialmente il tallio), peggiorano; viene esclusa l'ipotesi di effetti collaterali dovuti a terapie ormonali per avere figli, dato che lui e sua moglie Anna hanno scoperto di essere sterili. Agnese chiama urgentemente Andrea e lo porta in obitorio, dove si trova il corpo di Dario, morto improvvisamente per coagulazione intravascolare disseminata, forse provocata da infezione di meningococco; Andrea è arrabbiato perché, non avendo avuto occasione di parlare con Dario, non sa come difendersi dalle sue accuse. Lorenzo, venuto a sapere che è appena morta una paziente con il gruppo sanguigno compatibile con quello di Chiara, chiede a Marco di consentire il trapianto del fegato (se donatore e ricevente si trovano nello stesso ospedale, non si tiene conto della lista d'attesa, specie in casi d'urgenza): in caso di rifiuto, lui rivelerà a tutti che Marco l'ha ricattato. Da un discorso di Nicola, che ha lavorato in un ambulatorio ghanese di Accra (dove migliaia di persone vivono rivendendo rame e altri metalli presi nelle discariche), e notando i capelli caduti di Anna, Andrea capisce che i due soffrono di radiazioni dovute ai rifiuti elettronici in grande quantità: anche se l'intensità delle radiazioni è molto bassa, l'esposizione prolungata può causare aplasia midollare secondaria, un disturbo delle cellule del midollo che compromette la produzione delle cellule del sangue; il tallio e gli altri metalli infatti sono stati inalati insieme ai fumi dei fuochi accesi per ricavarli dalla distruzione degli apparecchi elettronici. Per Anna è sufficiente una terapia farmacologica, mentre Nicola ha bisogno di un trapianto di midollo, donatogli dalla sorella Maurizia, che in cambio gli chiede di rinunciare alla sua parte di eredità per investirla nell'azienda del loro padre. Nonostante il successo dell'intervento, Nicola decide di tornare a lavorare ad Accra, perché sente ormai di "appartenere" alle persone del luogo, promettendo stavolta di fare attenzione. La riunione collegiale, grazie soprattutto all'intervento di Alba, che va contro il parere della madre, concede il trapianto di fegato per Chiara; la madre di Alba ne rimane favorevolmente impressionata e le chiede di assisterla durante l'intervento. Improvvisamente Agnese, convinta di avere solo un granuloma dentale, ha un malore.
- Altri interpreti: Pia Lanciotti (Fabrizia Martelli), Maria Rosaria Russo (Irene Celardo), Lucrezia Guidone (Maurizia Forti), Francesco Villano (Nicola Forti), Benedetta Cimatti (Chiara Marabini), Alessandro Bandini (Dario Corolla), Valentina Beotti (madre della ragazza svenuta), Marta Perrotta (ragazza svenuta), Martina Sammarco (Anna), Ugo Piva (padre della ragazza svenuta).
- Ascolti: telespettatori 7 640 000 – share 28%[13].

## Io ci sono
Lorenzo propone a Marco una soluzione per uscire dalla situazione in cui si trovano, ma quest'ultimo risponde che ci sono persone che antepongono il profitto alla salute di persone e medici come loro due. Le condizioni di Agnese peggiorano rapidamente arrivando a far ipotizzare un tumore, ma Andrea crede che la vera causa sia un'infezione al sangue. Riccardo cerca di convincere la madre di Alba a non far soffrire ancora la figlia e ad accettarla nel reparto di chirurgia, ma la donna gli risponde che non deve mai più permettersi di parlarle in quel modo; Elisa ascolta la loro conversazione e il giorno dopo ne parla con Alba. Discutendo con Giulia, Andrea ha un'intuizione e fa ammettere ad Agnese di aver incontrato Dario, dal quale però non ha ricavato informazioni utili; la donna spiega ad Andrea che l'ha fatto per aiutarlo. Andrea recupera un campione di Dario e scopre che, oltre all'infezione da meningococco, soffriva di un agente patogeno misterioso che si è manifestato solo dopo la sua morte. Il magistrato avvia un'inchiesta nei confronti di Andrea, il quale rischia la radiazione dall'Ordine dei Medici, di dover rimborsare centinaia di migliaia di euro e il carcere per il decesso dei pazienti causato dal Satonal; Marco decide di allontanare Andrea dal reparto, ma lui sceglie di rimanere come parente di Agnese. Viene confermato che Agnese soffre dello stesso agente patogeno che ha ucciso Dario, ovvero il fungo della candida haemulonii. Prima di iniziare la terapia di Agnese, Andrea comunica ai membri del suo reparto che di lì a poco dovrà lasciare l'ospedale a causa dell'indagine aperta su di lui, ringraziandoli di cuore. Alba affronta sua madre, comunicandole la decisione di continuare la specializzazione nel reparto di medicina interna perché lo considera come una grande famiglia; le chiede poi di vedersi al di fuori dell'ambito lavorativo, ma sua madre risponde freddamente di non creare "complicazioni". Agnese, la cui terapia non sta funzionando, conforta Andrea dicendogli di non tormentarsi, e che non è colpa sua se Mattia è morto. Giulia intuisce dal gesto di Agnese (che si tocca la parte dolorante portando la mano al livello dell'orecchio) che si tratta di otite, malattia di cui Dario ha sofferto prima di morire: Agnese ha confuso il dolore all'orecchio con quello al dente. In infezioni di questo tipo è normale che vengano coinvolte anche le orecchie, ma in questo caso tutto è cominciato proprio dall'orecchio a causa della candida auris, evoluzione del fungo della candida dovuta all'abuso di antibiotici. Riccardo, liberatosi dalle sue paure, passa la notte insieme ad Alba. Chiara viene dimessa, ringrazia Lorenzo e gli dice di voler riprendere a studiare medicina. Nel frattempo in ospedale cercano di contattare l'autorità sanitaria degli Stati Uniti, dove Dario è stato in vacanza qualche giorno prima, precisamente a Chicago, nello Stato dell'Illinois; tramite alcune ricerche, Giulia capisce che Dario è stato contagiato perché in Illinois si trova uno dei pochissimi focolai di infezione di candida auris in Occidente; inoltre, Andrea trova strano questo fatto perché anche la sede centrale dell'azienda farmaceutica SEU, che produce il Satonal, si trova a Chicago. Agnese finalmente si risveglia ed è in via di guarigione. Quando Andrea sta per andarsene dall'ospedale, Lorenzo confessa a tutti la verità: Andrea è innocente, provando che le accuse mosse da Dario erano frutto di un ricatto da parte dalla casa farmaceutica (per cui pochi giorni prima si trovava a Chicago); non l'ha detto subito per via delle minacce subite da Marco riguardo all'assunzione di oppiacei in ospedale. Marco e Irene vengono subito arrestati; prima che Marco venga portato via dall'ospedale, Andrea gli chiede perché ha agito in quel modo dato che era un bravo medico, e Marco risponde che voleva essere come lui.
Alla gara di nuoto per beneficenza, Lorenzo dice ad Andrea e gli altri di aver chiesto un'aspettativa per rimettere insieme i pezzi della sua vita dopo tutto ciò che è successo. A sorpresa Riccardo partecipa alla gara, mostrando a tutti la sua condizione; anche se arriva ultimo, viene applaudito per il suo coraggio e Alba lo raggiunge a bordo della vasca, scambiandosi un bacio. Dopo la gara, Gabriel lascia Elisa confessandole, ispirato dal gesto di Riccardo, di voler tornare in Etiopia per aiutare la sua gente, perché sente di appartenere alla comunità dov'è cresciuto e dove si può sentire sé stesso, ragione che l'aveva spinto a fare il medico. In ospedale, Andrea cerca di convincere Giulia a rinunciare al trasferimento in un'altra destinazione (da lei richiesto perché ha capito di non poter competere con Agnese), ricordandole quanto lei sia sempre stata preziosa e fondamentale per lui e per il reparto e l'affetto che si è guadagnata non solo dai colleghi ma anche dai pazienti, ma lei non sembra voler cambiare idea, perciò, prima di occuparsi di un ricovero urgente, Andrea si congeda da Giulia dicendole «Io ci sono, e tu?».
- Altri interpreti: Pia Lanciotti (Fabrizia Martelli), Simone Gandolfo (Davide), Maria Rosaria Russo (Irene Celardo), Guido Roncalli (dottor Novi), Benedetta Cimatti (Chiara Marabini), Francesco Villano (Nicola Forti), Claudia Stecher (Priscilla), Alessandro Bandini (Dario Corolla).
- Ascolti: telespettatori 8 510 000 – share 30,80%[14].